# Pomorowo
Pomorowo est un village polonais de la voïvodie de Varmie-Mazurie, dans le powiat de Lidzbark.